# Jean Coustou
Jean Coustou est un peintre français né à Montpellier le 30 octobre 1719, et mort dans la même ville le 16 décembre 1791.
La famille Coustou de Montpelier n'a pas de lien avec la famille Coustou de Lyon puis de Paris contrairement à ce qu'écrit Louis de La Roque dans Peintres, sculpteurs et architectes de Montpellier.

## Biographie
Jean Coustou est le fils de Pierre Coustou, maçon, fils du maçon François Coustou, devenu maître maçon et architecte du consulat de Montpellier, et de Marie Martin, fille d’un maître tailleur. Des huit enfants du couple, seuls trois qui auraient pu atteindre l'âge adulte et Jean Coustou est le plus jeune.
D'après Louis de La Roque et le catalogue des tableaux du musée Fabre de 1879, il s'est formé à Paris auprès de Jean Restout. Certains de ses tableaux religieux sont directement inspirés d'œuvres de Charles Le Brun. Jean Coustou est un contemporain de Joseph-Marie Vien.
La Société des beaux-arts de Montpellier fondée en 1779 crée une école de dessin publique et gratuite avec quatre classes dans lesquelles les élèves traitent successivement les parties séparées, la figure entière d'après l'estampe, d'après la bosse, d'après le modèle vivant et l'architecture. Jean Coustou a été un des premiers peintres de l'école de dessin. Il a été le premier maître de François-Xavier Fabre (1766-1837), peintre et fondateur du musée Fabre.
Jean Coustou est devenu peintre officiel du consulat de Montpellier en 1746. Il a remplacé un peintre du nom de Desfours qui lui-même avait succédé en 1741 à Jacques Giral (1684-1749) qui a été professeur de Joseph-Marie Vien. Il a été le peintre officiel du consulat jusqu'en 1789. À ce titre, il doit réaliser chaque année les portraits des consuls qui lui sont d'abord payés 300 livres, puis 400 livres. Il a été remplacé pour l'année 1757 par le peintre Henri Vialla.
Les œuvres de Jean Coustou sont visibles dans les musées de Montpellier et de Béziers, ou dans les églises à Béziers, Lodève, Clermont-l'Hérault et Baillargues. Les tableaux consulaires qui ont été peints pendant deux siècles ont pour la plupart disparus après la vente de l'ancien hôtel de ville, en 1791.

## Famille
- François Coustou, maçon à Montpellier, marié avec Jeanne Jean,
  - Pierre Coustou, maçon, maître maçon, architecte du consulat de Montpellier, marié en premières noces, en 1700, avec Marie Martin (morte vers 1743), puis en secondes noces en 1743 avec Marguerite Bonnet, veuve de Pierre Daussergues. Du premier mariage sont nés huit enfants, dont :
    - Jean Coustou (1719-1791), marié en 1753 à Jeanne Manen (1731-1792), fille de Pierre Manen (1693-après 1753), marchand ceinturier puis « bourgeois », et de Marie-Claire Martin (?-après 1753), dont :
      - Pierre Coustou (1755-après 1792),
      - Pierre François Xavier Coustou (1760-1844), prêtre, vicaire général du diocèse de Montpellier,
      - Philippe Joseph Pierre Coustou (1765-1830), marié en 1808 à Marguerite Rose Lafosse (1784-après 1830), négociant à Paris , associé à Jean-Antoine Chaptal à Paris de 1798 à 1809 dans l'usine des Ternes sous la raison Coustou et Cie, président du tribunal de commerce de Montpellier sous la Restauration.